# Wilson Gomes
Wilson Gomes, mais conhecido como Samarone (Santos, 13 de março de 1946), é um ex-futebolista brasileiro que atuava como meio-campista.

## Carreira
Meio-campo, Samarone começou na Portuguesa Santista, onde marcou o gol do título do Campeonato Paulista da 2ª Divisão de 1964 aos 18 anos.
Transferiu-se para o Fluminense em 1965. Pelo Tricolor, Samarone jogou 211 partidas, com 109 vitórias, 41 empates e 61 derrotas, marcando 51 gols, jogando pelo Flu até março de 1971.
Com um chute potente que ficou famoso como "Os canhões de Samarone", em referência ao filme de sucesso na época Os Canhões de Navarone, também sendo conhecido como o "Diabo Louro". Campeão Carioca em 1969 e em 1971 e da Taça de Prata em 1970. Também foi chamado de "Pelé Branco".
Tendo recebido a Bola de Prata da revista Placar em 1970, reclamou na própria revista que seus companheiros Denílson, Flávio e Lula tenham sido preteridos na escolha. 
Samarone teve duas hepatites e uma distorção nos ligamentos do joelho esquerdo, que o prejudicaram sobremaneira. Além disso, em 1971 o Fluminense contratou Zagallo, com o qual não houve nenhuma afinidade. Assim, Samarone foi para o Corinthians, onde ficou pouco tempo.
Foi então vestir a camisa 10 do Flamengo, onde o Zico ainda vestia a n° 9. Ficou pouco tempo no Flamengo, porque lá também chegou o Zagallo.
Foi então emprestado à Portuguesa de Desportos, de onde saiu para retornar ao Rio de Janeiro e posteriormente encerrar a sua carreira no Bonsucesso, em 1975.
Em 1982, já aposentado, foi citado no escândalo da Máfia da Loteria Esportiva.
Frase de Nelson Rodrigues: - Samarone faz jogadas de um virtuosismo, de uma beleza, inexcedíveis.

## Títulos
Portuguesa Santista
- Campeonato Paulista - Série A2: 1964[3]

Fluminense
- Campeonato Brasileiro: 1970.
- Campeonato Carioca: 1969 e 1971.
- Taça Guanabara: 1966, 1969
- Torneio Quadrangular Pará-Guanabara: 1966
- Taça Independência - (Fla-Flu) - 1966
- Troféu Jubileu de Prata - (Fluminense versus Combinado de Volta Redonda) - 1966
- Taça Francisco Bueno Netto (Fluminense versus Palmeiras 1ª edição) - 1968
- Taça Associación de La Prensa  (Esporte Clube Bahia-BA versus Fluminense): 1969
- Taça João Durval Carneiro (Fluminense de Feira-BA versus Fluminense): 1969
- Taça Francisco Bueno Netto (Fluminense versus Palmeiras 2ª edição): 1969
- Troféu Fadel Fadel - (Fla-Flu): 1969
- Troféu Brahma Esporte Clube: 1969
- Troféu Independência do Brasil - (Fla-Flu): 1970
- Taça Francisco Bueno Netto (Fluminense versus Palmeiras 3ª edição): 1970
- Taça ABRP-Associação Brasileira de Relações Públicas 1950-1970 (Fluminense versus Vasco): 1970
- Taça Globo (Fluminense versus Clube Atlético Mineiro): 1970

## Prêmios individuais
- Bola de Prata (Placar): 1970.